# Emil Zibrak
Emil Aleksandrowicz Zibrak (ros. Эмиль Александрович Зибрак, ur. 1902 w Odessie, zm. 8 października 1937 w Moskwie) – funkcjonariusz radzieckich służb specjalnych, starszy porucznik bezpieczeństwa państwowego.

## Życiorys
Żyd, w latach 1911–1919 uczył się w gimnazjum w Odessie, wydalony z 7 klasy, 1919 w Armii Czerwonej, od 1919 pracownik ochrony magazynów w Odessie, od kwietnia 1924 do października 1926 ponownie służył w Armii Czerwonej. Od listopada 1926 pracownik Zarządu Ekonomicznego OGPU ZSRR, od lutego 1928 członek WKP(b), od 11 lutego 1929 do 11 lutego 1930 p.o. szefa Oddziału tego zarządu, od 1 marca do września 1930 szef Wydziału Wschodniego Pełnomocnego Przedstawicielstwa OGPU w Środkowej Azji, od września do grudnia 1930 zastępca szefa Wydziału Specjalnego PP OGPU w Środkowej Azji i Środkowoazjatyckiego Okręgu Wojskowego, od 25 stycznia do 1 lipca 1931 funkcjonariusz do zadań specjalnych Zarządu Ekonomicznego OGPU ZSRR, od 1 lipca do 27 września 1931 szef Wydziału Tajno-Politycznego PP OGPU w obwodzie moskiewskim, od października 1931 do maja 1932 sekretarz odpowiedzialny rezerw przy Radzie Pracy i Obrony ZSRR, od maja 1932 do 1936 członek Komitetu Rezerw przy Radzie Pracy i Obrony ZSRR. Od 17 lutego 1933 do 10 lipca 1934 pomocnik szefa Zarządu Ekonomicznego OGPU ZSRR, od 1935 do 15 stycznia 1936 szef Zarządu Budownictwa Specjalnego przy Radzie Komisarzy Ludowych ZSRR, od 15 stycznia 1936 do 16 sierpnia 1937 szef Zarządu Budownictwa Specjalnego NKWD ZSRR, od 11 stycznia 1936 starszy porucznik bezpieczeństwa państwowego. Odznaczony Odznaką „Honorowy Funkcjonariusz Czeki/GPU (V)”.
16 sierpnia 1937 aresztowany, 8 października 1937 skazany na śmierć przez Wojskowe Kolegium Sądu Najwyższego ZSRR i rozstrzelany (w latach 50. podano, że zmarł w więzieniu 13 listopada 1945). 21 stycznia 1956 pośmiertnie zrehabilitowany.